# Skigebiet Koninki

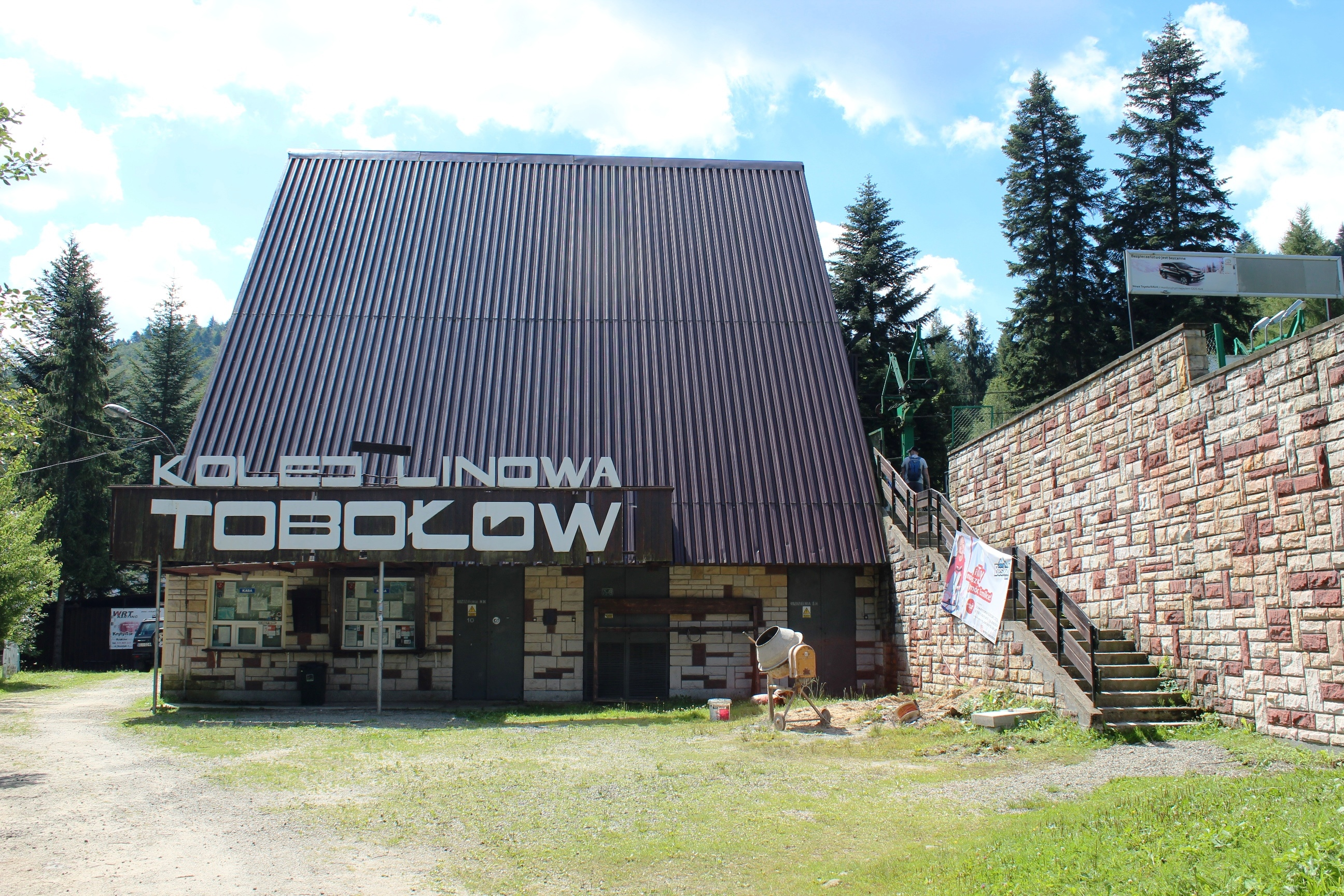
Untere Station im Sommer

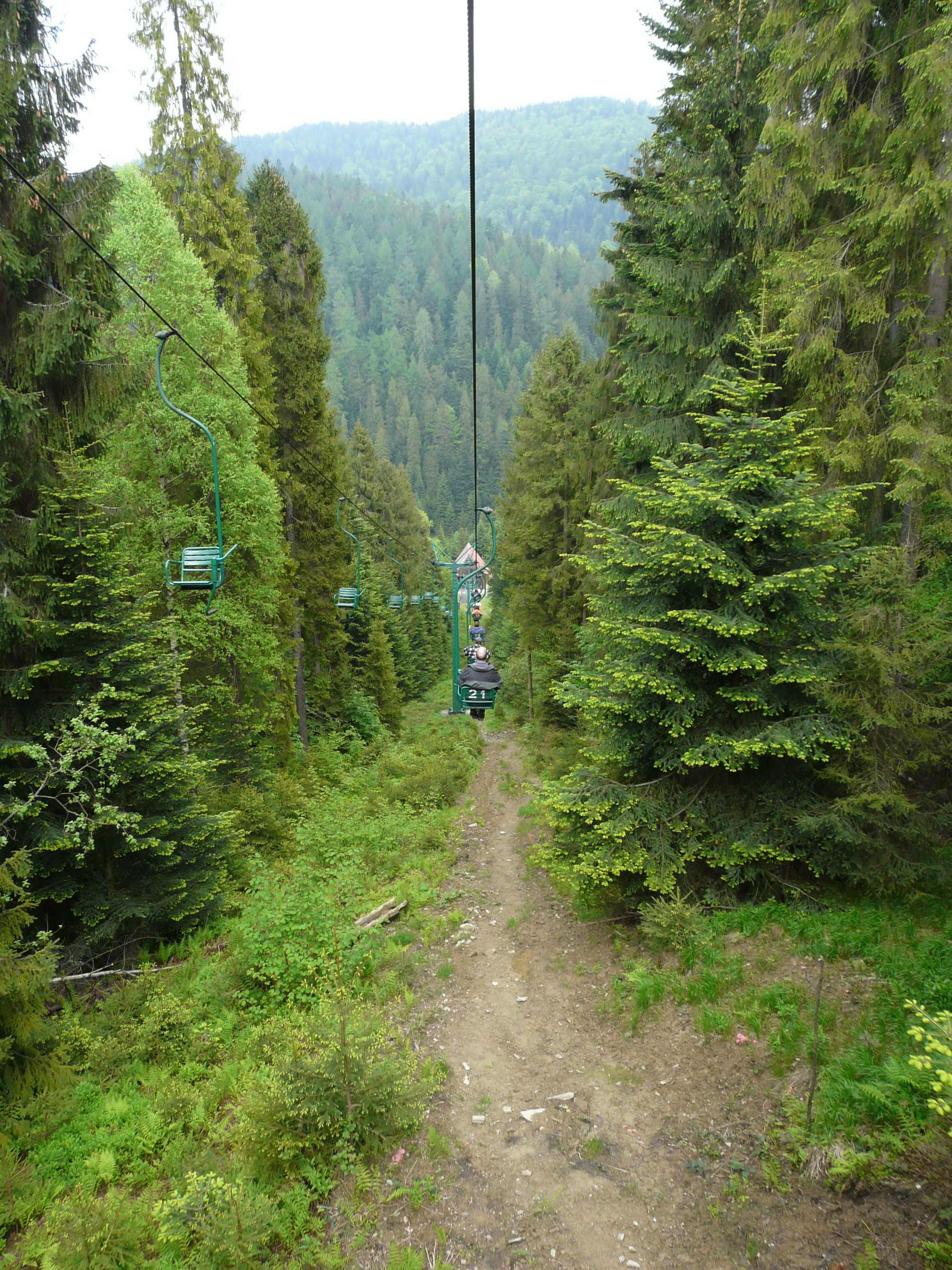
Skilift im Sommer

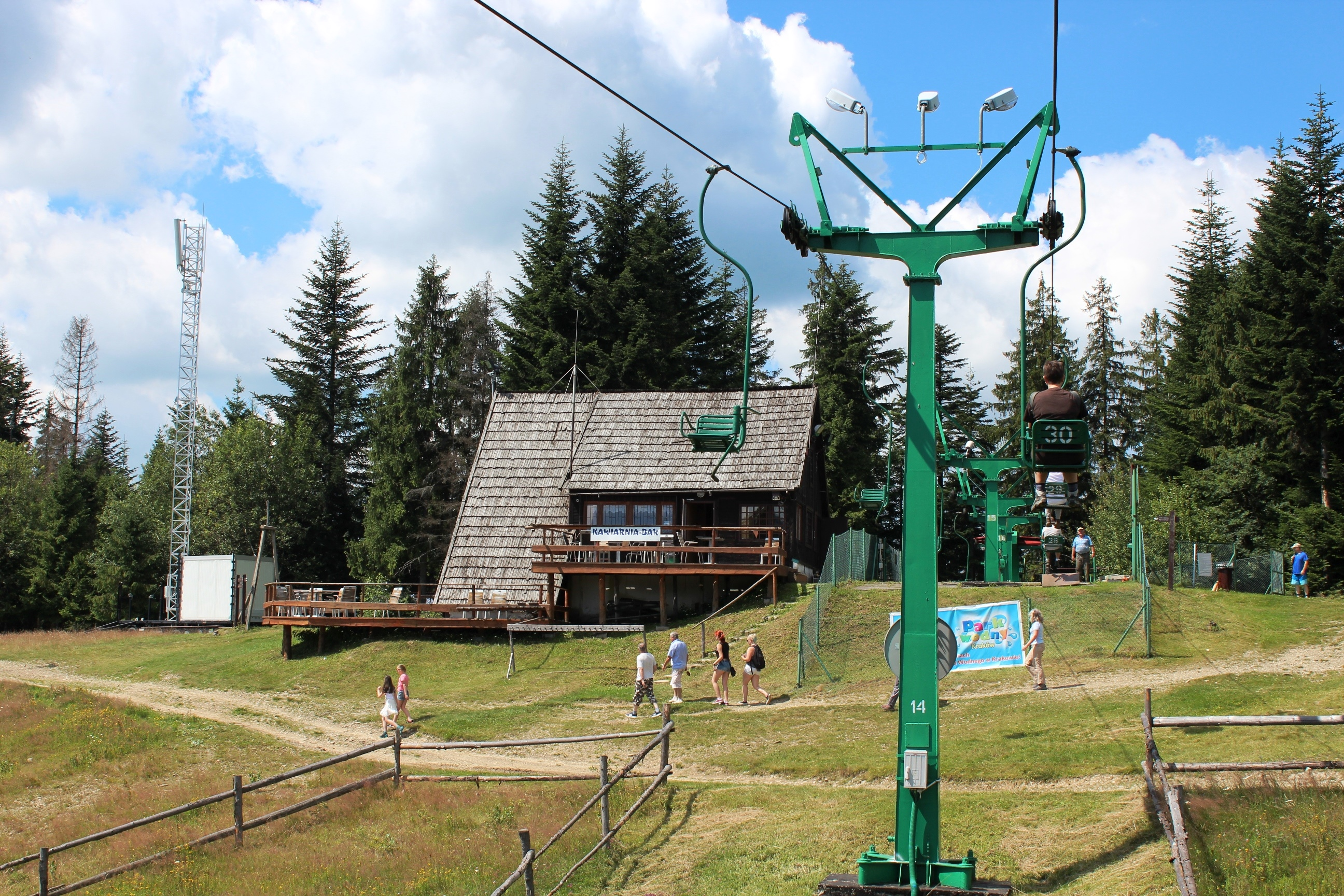
Obere Station im Sommer

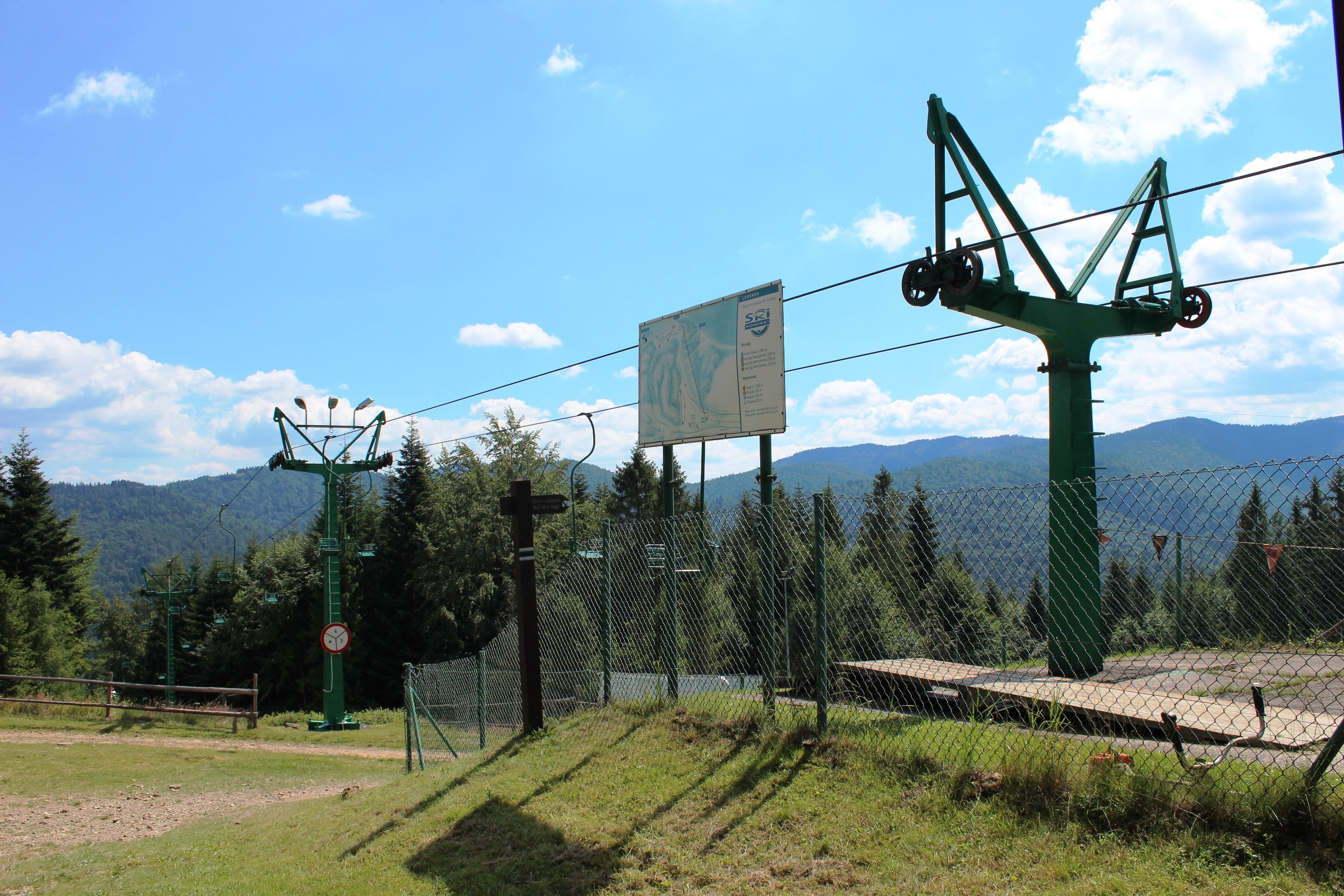
Obere Station im Sommer

Das Skigebiet Koninki liegt auf den Osthängen der Tobołów in dem polnischen Gebirgszug der Gorce auf dem Gemeindegebiet von Niedźwiedź (Ort Koninki) im Powiat Limanowski in der Woiwodschaft Kleinpolen. Es befindet sich in der Nähe der Schnellstraße Zakopianka. Das Skigebiet wird von dem Unternehmen Ostoja Górska Koninki
mgr Józef Pasek betrieben.

## Lage
Das Skigebiet befindet sich auf einer Höhe von 655 bis 964 Metern. Der Höhenunterschied der Pisten beträgt etwa 309 Meter. Es gibt zwei rote (schwierige), zwei blaue und eine grüne Piste. Die Gesamtlänge der Pisten umfasst etwa 2,4 Kilometer. Die längste Piste ist etwa 1,5 Kilometer lang.

## Beschreibung

### Skilifte
Im Skigebiet gibt es einen Sessellift und vier Tellerlifte. Insgesamt können bis zu 1700 Personen pro Stunde befördert werden.
Die Skilifte führen von Myślenice auf den Nordwesthang der Makower Beskiden.
| Name       | Art        | Hersteller       | Breite Personen | Länge (m) | Zeit (min) | Höhenunterschied (m) | Personen pro Stunde | Obere Station | Obere Station | Untere Station | Untere Station | Vmax (m/s) |
| Name       | Art        | Hersteller       | Breite Personen | Länge (m) | Zeit (min) | Höhenunterschied (m) | Personen pro Stunde | Ort           | Höhe (m üNN)  | Ort            | Höhe (m üNN)   | Vmax (m/s) |
| ---------- | ---------- | ---------------- | --------------- | --------- | ---------- | -------------------- | ------------------- | ------------- | ------------- | -------------- | -------------- | ---------- |
| Tobołów    | Sessellift | Mostostal Kraków | 1               | 1155      |            | 308                  | 530                 | Obere Station | 967           | Untere Station | 659            |            |
| Hutek      | Tellerlift |                  | 1               | 50        |            |                      |                     |               |               |                |                |            |
| Hucisko    | Tellerlift |                  | 1               | 330       |            |                      | 450                 |               |               |                |                |            |
| Starmaszka | Tellerlift |                  | 1               | 270       |            |                      | 575                 |               |               |                |                |            |
| Gigant     | Tellerlift |                  | 1               | 150       |            |                      |                     |               |               |                |                |            |

### Skipisten
Von den Bergen führen fünf Skipisten ins Tal.
| Name | Schwierigkeit | Start         | Start        | Ziel           | Ziel         | Länge (m) | Höhenunterschied (m) | Neigung (%) | Licht | Kunstschnee | FIS    | FIS | Anmerkungen |
| Name | Schwierigkeit | Name          | Höhe (m üNN) | Name           | Höhe (m üNN) | Länge (m) | Höhenunterschied (m) | Neigung (%) | Licht | Kunstschnee | Nummer | bis | Anmerkungen |
| ---- | ------------- | ------------- | ------------ | -------------- | ------------ | --------- | -------------------- | ----------- | ----- | ----------- | ------ | --- | ----------- |
| A    | Rot           | Obere Station | 964          | Untere Station | 655          | 1400      | 309                  |             | Ja    | Ja          |        |     |             |
| C    | Rot           |               |              |                |              | 350       |                      |             | Ja    | Ja          |        |     |             |
| D    | Blau          |               |              |                |              | 200       |                      |             | Ja    | Ja          |        |     |             |
| E    | Blau          |               |              |                |              | 350       |                      |             | Ja    | Ja          |        |     |             |
| B    | Grün          |               |              |                |              | 50        |                      |             | Ja    | Ja          |        |     |             |

## Infrastruktur
Das Skigebiet liegt unmittelbar im Ort Koninki und ist mit dem Pkw erreichbar. An der unteren Station gibt es Parkplätze und mehrere Restaurants. Im Skigebiet gibt es zahlreiche Langlaufloipen.